# Mingolini-Gugenheim
Il Mingolini-Gugenheim è stato un atelier italiano di alta moda attivo negli anni 1950-60 con un proprio stile libero ma ben definito.
Sergio Mingolini (n. Firenze) e Carlo Gugenheim (n. Napoli, 1913; m. Puerto de Pollensa, Maiorca, 07.06.1983) raccontavano il loro far moda sempre ancorato alla tradizione sartoriale dell'abito realizzato senza utilizzare il disegno, ma costruito su manichino attraverso la ricerca delle proporzioni.
Esordisce nel 1948 a Capri con una boutique di grande successo, affiancata poi con un atelier in Piazza di Spagna n° 91 a Roma, con una vetrina, per l'epoca, estrosa: gli abiti in una scenografia di decorazioni floreali di vegetali con impiego di frutta fresca, tipiche due mele rosse e una testa di cavalla-donna in velluto nero dalla lunga criniera di capelli veri biondi.
Nel 1960 inizia una propria linea di prêt-à-porter.
Nel 1968 cessa l'attività, per la prematura morte di Sergio Mingolini.
I suoi abiti furono apprezzati ed indossati da Silvana Pampanini, ''Babe'' Cushing Mortimer (moglie di William S. Paley, potentissimo fondatore della CBS), Rose Fitzgerald Kennedy, Jacqueline Lee Kennedy e da Soraya.
Nel 1953 concorrono a fondare insieme ad altri grandi nomi dell'epoca tra cui le Sorelle Fontana, Alberto Fabiani, Vincenzo Ferdinandi, Emilio Schuberth, Jole Veneziani, Giovannelli-Sciarra, Eleonora Garnett e Simonetta il SIAM - Sindacato Italiano Alta Moda (diventato poi Camera Nazionale della Moda Italiana).
Nel luglio del 1954, insieme alle Sorelle Fontana, Vincenzo Ferdinandi, Giovannelli-Sciarra, Emilio Schuberth, Eleonora Garnett e Clarette Gallotti partecipano ad "Alta Moda a Castel Sant'Angelo" ambientato nella suggestiva cornice del celebre Castel Sant'Angelo a Roma. In quella occasione furono premiate le statunitensi Sally Kirkland, Fashion Editor di Life e di Vogue USA, Alice Perkins, Fashion Editor di Women's Wear Daily per il loro ruolo di ambasciatrici della moda italiana negli Stati Uniti e la stilista Hannah Troy.